# 84那年夏天
八四年夏天是一部2018年加拿大恐怖懸疑電影。由法蘭西斯·西蒙、安娜·惠索及尤安-卡爾·惠索擔任導演。劇本則由马特·莱斯利與Stephen J. Smith撰寫。監製是孝恩·威廉森、Jameson Parker、馬特·萊斯利、凡·托夫勒和科迪·茲維格。此電影主演是格雷厄姆·維奇爾、犹大·劉易斯、凱萊布·埃默里、Cory Gruter-Andrew、提拉·斯考比以及里奇·索莫。 
这部电影在圣丹斯电影节上首映，并在之后的2018年8月10日在美国由 Gunpowder & Sky 限量发行。此電影受到了來自評論家的正面評價，許多讚賞演員們的表演、執導、演技黑色幽默和劇本，有許多評論家稱之為2018年最棒的恐怖電影之一。

## 外部鏈接
- 官方网站
- 互联网电影数据库（IMDb）上《84那年夏天》的资料（英文）